# Jérémy Bellicaud
Jérémy Bellicaud, nascido em 8 de junho de 1998 em Jonzac, é um ciclista francês, membro da equipe Intermarché-Wanty-Gobert Matériaux

## Biografia

### Carreira nos amadores

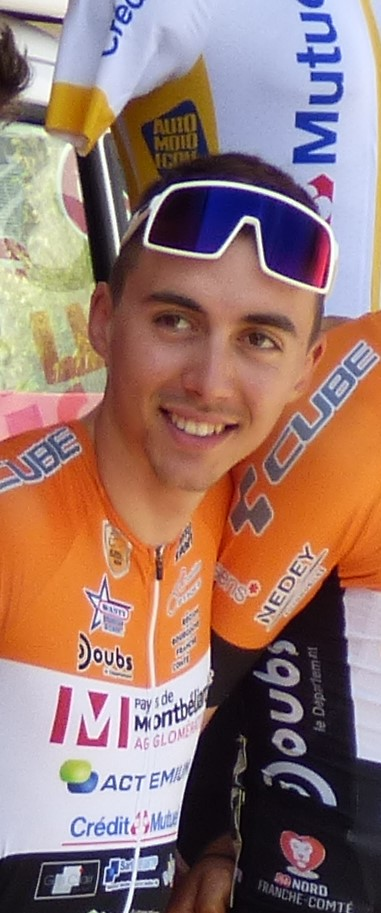
Jérémy Bellicaud no Tour Alsacia de 2019

Formado no Bicicleta Clube Angulema , ele é filho de Stéphane Bellicaud, ciclista aficionado de bom nível.
Faz os seus começos nas esperanças em 2017 nas fileiras clube Océane Top 16.. Ele estreia com participações convincentes durante o Essor Basco, que participa numa fuga durante a quarta prova com os profissionais Nicolas Baldo e Thomas Rostollan. Após quatro sucessos na corridas de segunda categoria, revela-se bom escalador terminando duodécimo da Ronde de l'Isard
Com bons desempenhos na l'Isard, ele integra a Equipa da França Esperanças de Ciclismo em Estrada em 2018.. Assim como no ano precedente, realiza um bom começo de temporada na Essor Basco tomando o segundo lugar da Ronde do País basco. É depois oitavo da Tour de Beaujolais e sexto da Tour du Pays Roannais nos amadores. Não obstante, cai e fratura a clavícula durante a Tour de Côte-d'Or, o que perturba a sua segunda parte de temporada.
Em 2019, apanha o CC Étupes com sede em Besançon, seguindo o seu curso em licença STAPS. Com a equipa francesa de esperanças, disputa sua primeira corrida em África durante a Volta de Ruanda, classifica 1. Após vários lugares nos dez primeiros de etapa, termina muito próximo do top 10, em décimo primeiro. Em maio, ele fratura novamente a clavícula e falta uma boa parte da primavera. No entanto, encontra a sua melhor forma desde o começo do verão terminando terceiro da Volta de Saboya Mont-Blanc, disputado num percurso montanhoso. No mês seguinte, termina sétimo da primeira etapa da Giro do Vale de Aosta depois sexto o no dia seguinte a Valsavarenche, onde se apodera da camisola de líder. Desfalece em final de prova, e é obrigado no entanto ao abandono durante a última etapa. Em agosto, é selecionado na seleção francesa para a Volta de l'Avenir, mas declara não participação.

### Carreira profissional
Apanha a equipa Wanty-Gobert em 2020.

## Palmarés
- 2018
  - 2.º da Ronda do País Basco
- 2019
  - Grande Prêmio de Authon-Ebéon
  - 2.º da Volta do Piamonte Pirenaico
  - 3.º da Volta de Saboya Mont-Blanc

## Classificações mundiais
| Ano             | 2019   |
| UCI Europe Tour | 903.º. |